# Edenopteron
Edenopteron — рід великих тристіхоптерових риб пізнього девону (фамену) на території сучасної південно-східної Австралії. Він відомий з одного екземпляра одного виду E. keithcrooki, описаного в 2013 році.

## Відкриття
Edenopteron keithcrooki відомий із останків, викопаних у формації Worange Point поблизу міста Іден на узбережжі Нового Південного Уельсу в 2008 році. Родова назва є поєднанням назви Eden і pteron, що грецькою означає крило або плавник. Видова назва вшановує доктора Кіта Крука з Австралійського національного університету за його відкриття кількох скам’янілостей у Новому Південному Уельсі та його ключову роль у допомозі скласти карту геології навколо Едему.

## Опис
Голотип складається з численних напівзчленованих останків, включаючи неповний дах черепа, морду, піднебіння, щоки, нижню щелепу та пов’язані з ними шкірні кістки, лівий плечовий пояс і різні луски. Реконструкції свідчать про довжину черепа 30 см і довжину нижньої щелепи близько 48 см. Ендоскелет демонструє велику або повну відсутність окостеніння. Очниці мають дещо трикутну, а не овальну форму. Порівняно зі співвідношенням розмірів тіла інших тристіхоптерід (наприклад, Eusthenodon, Langlieria, Mandageria), довжина тіла Edenopteron оцінюється в 2.9–3.2 метра, тоді як дослідження 2023 року оцінює довжину до 3 метрів. Додатковий викопний матеріал може бути описаний у майбутньому: за словами провідного дослідника Гевіна Янга, цитованого Canberra Times: «Ми знаємо, що частина грудного пояса все ще знаходиться в скелі, тому, якщо ми зможемо підняти ще кілька блоків, ми можемо виявити, що тіло насправді збереглося в скелі».